# Townshend
Townshend és una població dels Estats Units a l'estat de Vermont. Segons el cens del 2000 tenia 1.149 habitants.

## Demografia
Segons el cens del 2000, Townshend tenia 1.149 habitants, 469 habitatges, i 319 famílies. La densitat de població era de 10,4 habitants per km².
Dels 469 habitatges en un 30,7% hi vivien nens de menys de 18 anys, en un 54,4% hi vivien parelles casades, en un 9,6% dones solteres, i en un 31,8% no eren unitats familiars. En el 25,2% dels habitatges hi vivien persones soles el 9,8% de les quals corresponia a persones de 65 anys o més que vivien soles. El nombre mitjà de persones vivint en cada habitatge era de 2,39 i el nombre mitjà de persones que vivien en cada família era de 2,84.
Per edats la població es repartia de la següent manera: un 23,8% tenia menys de 18 anys, un 4,3% entre 18 i 24, un 28,8% entre 25 i 44, un 26,7% de 45 a 60 i un 16,4% 65 anys o més.
L'edat mediana era de 42 anys. Per cada 100 dones de 18 o més anys hi havia 86,4 homes.
La renda mediana per habitatge era de 39.286 $ i la renda mediana per família de 41.759 $. Els homes tenien una renda mediana de 31.667 $ mentre que les dones 22.313 $. La renda per capita de la població era de 19.431 $. Entorn del 7,9% de les famílies i el 8,8% de la població estaven per davall del llindar de pobresa.